# حس آمیزی (نوروفیزیولوژی)
حس آمیزی (به انگلیسی: Synesthesia) درحیطه نوروفیزیولوژی به معنای این است که تحریک یک حس به تحریک یک حس دیگر در انسان منجر شود، به عنوان مثال با شنیدنِ یک لغت، به صورتِ هم‌زمان انسانِ حس آمیز شروع به ادراک یک رنگ می‌نماید.
اگر چه حس آمیزی معمولاً به عنوان یک وضعیت نورولوژی شناخته می‌شود اما در طبقه‌بندی DSM4 یا ICD فهرست نشده‌است
که این خود بیانگر عدم تداخل منفی و بیماری‌زایی حس آمیزی با عملکرد معمولی و روزانه در افرادِ حس آمیز می‌باشد.
حس آمیزی را می‌توان به صورت‌های مختلفی دسته‌بندی نمود:
- Simple Synesthesia (حس آمیزی ساده): تحریک یک حس باعث تحریکِ تنها یک حس دیگر می‌گردد.
- Polymodal Synesthesia (حس آمیزی چند حسی): تحریک یک حس باعث تحریک هم زمانِ چند حس می‌گردد.
- Idiopathic synesthesia (حس آمیزی با علت ناشناخته): در این حالت، علتِ حس آمیزی به صورت اولیه بوده و ایجاد تجربهٔ حس آمیزی، ثانوی به صرع، مصرف داروهای روان گردان، بیماری‌های عصبی یا ضایعات اکتسابی مغز نمی‌باشد.
- Acquired synesthesia (حس آمیزی اکتسابی): به صورت اکتسابی و ثانویه بوده و عوامل زیر می‌توانند باعث به وجود آمدن تجربهٔ حس آمیزی گردند:
1. حملهٔ صرع لوب تمپورال
2. مصرف داروهای روان‌گردان (مسکالین، ال اس دی)
3. آسیب‌های اکتسابی مغزی و …[۴]